# Imperium Galaktyczne
Imperium Galaktyczne (w skrócie Imperium) – fikcyjne państwo dyktaturalne, występujące w serii filmów space opera Gwiezdne wojny. Jego twórcą i pierwszym władcą był Imperator Palpatine.

## Historia

### Powstanie
Imperium powstało, kiedy Wielki Kanclerz Palpatine (znany też jako Mroczny Lord Sithów, Darth Sidious), przejął władzę w Republice i ustanowił się Imperatorem.
Republika była państwem demokratycznym, jednak pod koniec swego istnienia mocno przeżartym korupcją, co wywoływało niezadowolenie jej społeczności. Palpatine wykorzystał i umiejętnie podsycał te tendencje, doprowadzając do konfliktu o Naboo, powstania frakcji separatystów, a ostatecznie – do wybuchu Wojen klonów. Dzięki skutecznym intrygom, w trakcie działań wojennych pozbył się większości swoich przeciwników – zarówno politycznych, jak i należących do zakonu Jedi.
Ostateczne przekształcenie Starej Republiki w Imperium zostało pokazane w trzeciej części Gwiezdnych wojen – Zemsta Sithów. Wówczas to trwała już wojna domowa, wywołana przez Sithów, jednak Palpatine nie ujawnił jeszcze swojej prawdziwej tożsamości, udając zwolennika demokratycznego ładu Republiki i obarczając całą winą Hrabiego Dooku, lorda Sithów, będącego tak naprawdę jego oddanym agentem. Podczas gdy Zakon Rycerzy Jedi walczył z Separatystami, Darth Sidious omamił oraz oszukał młodego Anakina Skywalkera m.in. wizją spisku Jedi. Co w połączeniu z problemami osobistymi doprowadziło do tego, że przeszedł na ciemną stronę Mocy, stając się Darthem Vaderem i prawą ręką Mrocznego Lorda Sidiousa. W końcu Palpatine przestał ukrywać swoje prawdziwe zamiary – ogłosił, że Jedi są wrogami wolności i demokracji, a ład w Republice może przywrócić tylko on sam. Ogłosił powstanie Imperium i nakazał całkowite wyeliminowanie rycerzy Jedi (w czym pomógł rozkaz 66, który był posunięciem strategicznym, zaplanowanym i wdrożonym kilkanaście lat wcześniej). Przeżyć zdołali tylko nieliczni – wśród nich mistrz Yoda, ukrywający się na planecie Dagobah, Shaak Ti, potajemnie szkoląca Jedi, Obi-Wan Kenobi, który zamieszkał na Tatooine strzegąc małego Luke’a Skywalkera oraz A’Sharad Hett, który w przyszłości miał stać się Lordem Sithów znanym jako Darth Krayt.

### Nowy Ład
Natychmiast po stworzeniu Imperium Palpatine rozpoczął centralizację władzy. Kontrolę nad poszczególnymi planetami przejęli, nierzadko przy wsparciu Marynarki Imperialnej i Armii Imperialnej, wyznaczeni przez niego gubernatorowie, do sprawowania kontroli nad sektorami ustanowił urzędników zwanych Moffami. Stworzono hierarchiczny, podlegający bezpośrednio Imperatorowi aparat państwowy oparty na partii COMPNOR, siłach bezpieczeństwa (ISB) oraz wojsku (w szczególności szturmowcach). Celem zlikwidowania pozostałych przy życiu Jedi, Palpatine stworzył także Inkwizycję, w której znalazło się wielu związanych z nim Mrocznych Jedi. Organizacja ta miała też odnajdywać nowe osoby obdarzone możliwościami korzystania z Mocy i albo przeciągać je na ciemną stronę i przygotowywać do służby Imperatorowi, albo uśmiercać.
W związku z nadużyciami władzy przez Palpatine’a i jego podwładnych, wkrótce wybuchł bunt przeciwko Imperium. Zawiązano Sojusz dla przywrócenia Republiki, popularnie nazywany Rebelią. Wielką rolę w Rebelii odegrał Luke Skywalker i Leia Organa – dzieci Dartha Vadera. Walkę Rebeliantów przeciwko Imperium pokazano w klasycznej trylogii Gwiezdnych wojen, obejmującej części czwartą, piątą i szóstą: Nowa nadzieja, Imperium kontratakuje i Powrót Jedi. Pod koniec szóstej części Imperium ostatecznie upadło. Darth Vader przeszedł na jasną stronę Mocy i już jako Anakin Skywalker zabił Imperatora, samemu przypłacając to życiem. Wkrótce po zwycięstwie ogłoszono powstanie Nowej Republiki, państwa demokratycznego.

### Rozpad
Po upozorowaniu śmierci Palpatine’a o czym dowiadujemy się w części 9, Imperium uległo rozpadowi na liczne, często zwalczające się frakcje, co było spowodowane faktem, iż wielu z dotychczasowych dygnitarzy uważało się za prawowitych spadkobierców Imperatora. Władzę centralną nad kurczącymi się obszarami Imperium lojalistów sprawował początkowo Wielki Wezyr Sate Pestage, a następnie Ysanne Isard. W tym czasie kolejne terytoria odrywały się od metropolii, a ich nowi władcy zaczynali działać na własną rękę (np. Sprzysiężenie Pięciu Gwiazd, Zsinj). Dzięki postępującemu rozpadowi Imperium w roku 7 ABY siły republikańskie zdobyły Coruscant, a następnie stopniowo uzyskiwały coraz większą przewagę nad pozostałościami Imperium.
W roku 9 ABY błyskawiczną kontrofensywę rozpoczął Wielki Admirał Thrawn, jednak załamała się ona po jego śmierci. Następnie Coruscant zrujnowały siły odrodzonego w sklonowanym ciele Palpatine’a, dowodzącego działaniami wojennymi z planety Byss położonej w Głębokim Jądrze. Po pierwszych sukcesach jednak także i odrodzony Imperator został zepchnięty do defensywy i pokonany.
Krótko po tej przegranej wielu spośród mieszkańców Galaktyki zaczęło mówić o pozostającym organizmie państwowym już nie jako o Imperium, ale o Resztkach Imperium (ang. Imperial Remnant).

### Zawieszenie broni i pokój
Do roku 19 ABY powierzchnia Imperium skurczyła się do ośmiu sektorów, którymi zarządzano z planety o kodowej nazwie Bastion, a Marynarka Imperialna, dowodzona przez admirała Pellaeona, liczyła zaledwie dwieście Gwiezdnych Niszczycieli. W tej sytuacji nawet intryga przygotowana przez Moffa Disrę ze współspiskowcami pozorującymi powrót Thrawna nie była w stanie zmienić sytuacji. Jeszcze w tym samym roku podpisano traktat pokojowy między Imperium a Nową Republiką.

### Odrodzenie
Przez wiele lat obszar Imperium ograniczał się do kilku sektorów galaktyki, a na jego czele nie było Imperatora. Inwazja Yuuzhan Vongów sprawiła, że Wielki Admirał Pelleaon połączył swoje siły z Nową Republiką, a później jej następcą – Sojuszem Galaktycznym. Po zakończeniu wojny Imperium powoli odbudowywało swe siły, dominującą siłą w galaktyce pozostawał jednak Sojusz. W roku 41 ABY na czele państwa stanął Jagged Fel, późniejszy Imperator i założyciel dynastii panującej przez następne dziesięciolecia. Imperium pod jej rządami pozostało państwem autorytarnym, ale bardziej otwartym, tolerancyjnym wobec przedstawicieli ras innych niż ludzie i powoli rosnącym w siłę.

### Wojna i zamach stanu
W roku 127 ABY intryga Nowego Zakonu Sithów doprowadziła do wybuchu wojny między Sojuszem a Imperium. Trzy lata później Sojusz został pokonany. Imperator Roan Fel zezwolił rycerzom Jedi na wycofanie się na planetę Ossus, jednak Sithowie sprzymierzeni z armią Imperium wkrótce zaatakowali planetę, dokonując masakry. Niedługo potem Darth Krayt dokonał zamachu stanu, przejmując władzę i tron na Coruscancie, nie udało mu się jednak zabić władcy. Roan Fel z wierną sobie częścią sił Imperium zajął Bastion i rozpoczął wojnę z uzurpatorem.